# Santuarios de altura minoicos

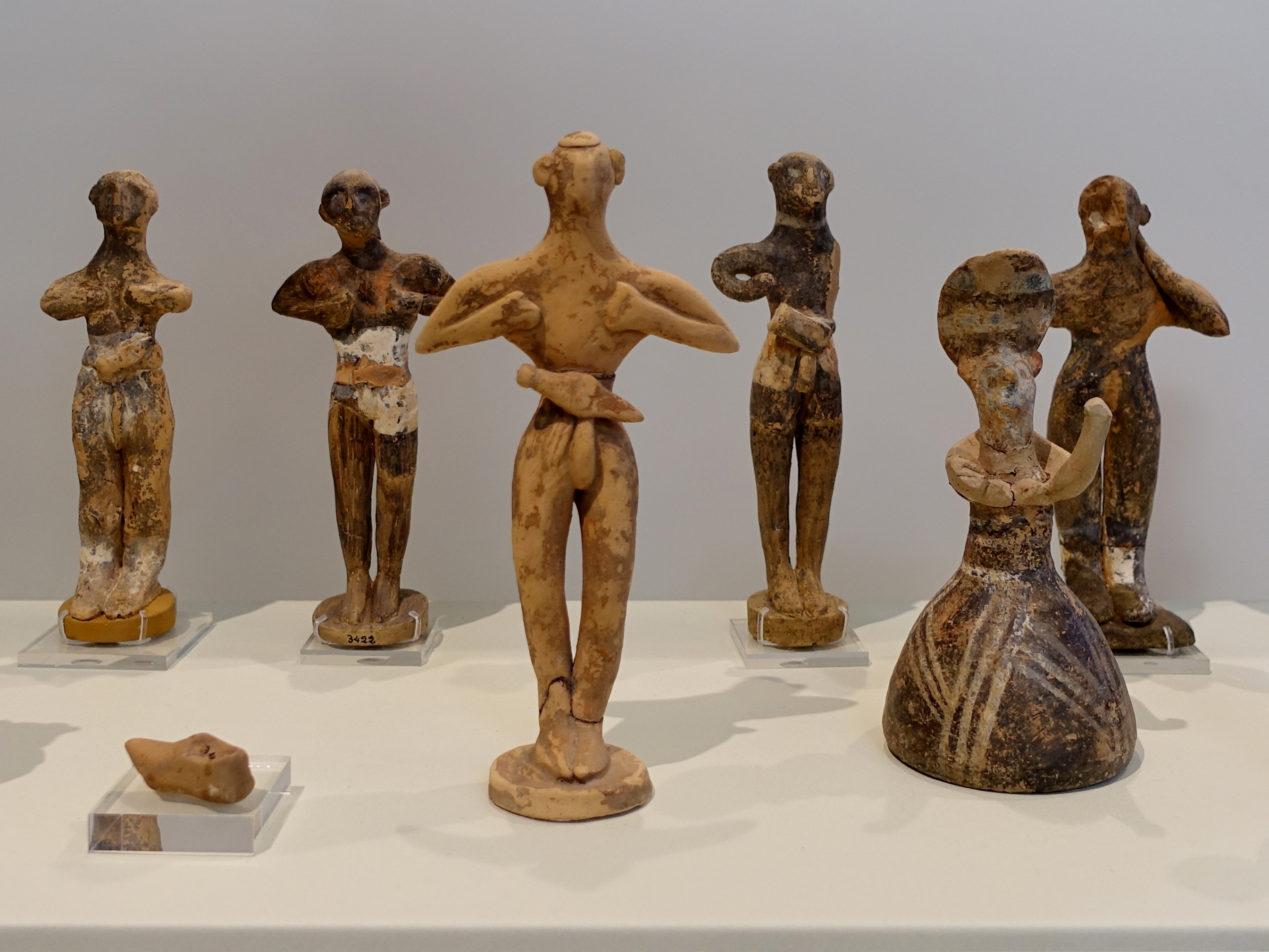
Figurillas halladas en el santuario de altura de Petsofás (Museo Arqueológico de Agios Nikolaos)

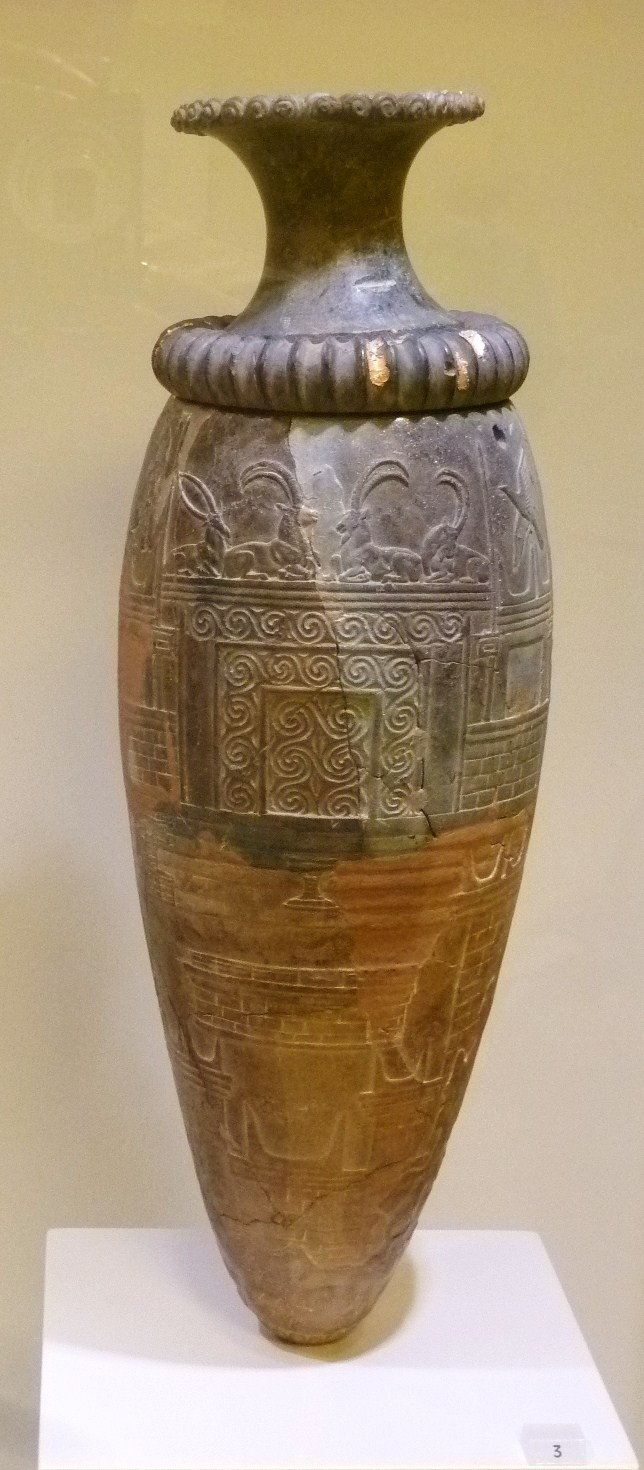
Ritón hallado en Zakro donde se representa un santuario de cima. (Museo Arqueológico de Heraclión).

Los santuarios de altura minoicos, también conocidos como santuarios de cima, fueron lugares de culto y peregrinaje de la civilización minoica caracterizados por estar situados en montañas. A menudo se ubicaban en su cima, pero a veces en laderas que gozaban de buena visibilidad sobre los asentamientos. Su origen se sitúa en el periodo minoico medio, en torno al 2100 a. C., en la época de los primeros palacios. En la época de los segundos palacios disminuyó el número de santuarios de cumbre y en cambio creció aparentemente la importancia de los santuarios situados en cuevas.
Se conocen en torno a 45 yacimientos arqueológicos de santuarios de altura minoicos, la mayoría en la parte oriental de la isla de Creta. Algunos de ellos podían visualizarse entre sí, y por ello se ha sugerido que quizá se comunicaban a través de hogueras. También se ha sugerido que uno de los símbolos de la civilización minoica, los «cuernos de consagración», son representaciones de las montañas sagradas que tenían dos cumbres.
Uno de los más destacables es el santuario del monte Juktas, que está asociado al palacio de Cnosos. En la parte central de Creta se encuentran también los santuarios de Tiliso Pirgos, Keria, Krousonas Gournos Korfi tou Tarou, Gyristis y Filiórimos. Más al oeste se encuentran los de Mavru Korifí, Plakias Paligremnos, Samitos, Preveli Mesokorfi, Xiros Oros, Vrisinas, Atsipades y Spili Vorizi. En el extremo occidental, el de Kryos Gremnakas. Al sur, los de Kófinas, Demati, Kastelos Koupa, Jondros Anginara Rukuni Korfi, Anatoli Pandotinou Korifí y Anatoli Stavromenos. En la parte centro-oriental, están los de Karfí, Maza, Sklaverochori sto Mameloukou, Liliano y Anavlojos Vigla. En el extremo oriental, los de Modi, Petsofás, Traóstalos, Etianí Kefala, Kalamaki, Piskokéfalo,  Xykéfalo, Zakro Vigla, Ziros Plagia, Ziros Rizoviglo, Korakomuri, Faneromeni Trajilos, Priniás, Kalo Nero Alona, Pervolakia Koutsouvaki, Pervolakia Vitzilokoumi, Litines Katsaroli y Palekastro Lidia Kefala. Hay también algunos yacimientos cuya identificación con santuarios de altura minoicos ofrece dudas, como los de Tílakas, Korfi tou Mare, Agios Mamas Kopida y Xerokambos Vigla (también conocido como Ambelos).
Los hallazgos incluyen en algunos casos estructuras arquitectónicas, aunque estas suelen ser sencillas puesto que el culto se producía principalmente al aire libre y su centro era una piedra plana, un conjunto de piedras o un sencillo altar. Se han encontrado gran variedad de figurillas votivas, que representan a veces animales y a veces figuras humanas. Particularmente características son las figurillas de toros, las figuras femeninas con pechos descubiertos y las denominadas «extremidades votivas», que son representaciones en arcilla de partes del cuerpo. Se estima que muchas de las figuras humanas representaban a los mismos devotos que acudían al santuario, y las figuras de animales podrían ser ofrecidas como sustitución de sacrificios. Las posturas extrañas de las figurillas de personas han sido interpretadas por algunos investigadores como que los devotos entraban en trance y sentían en su propio cuerpo la presencia de la divinidad. Las ofrendas se depositaban en hendiduras de las rocas, algunas de gran profundidad. Se estima que su propósito era propiciar a una divinidad para que concediera fertilidad y buena salud a sí mismo, a sus parientes y a sus animales. Los hallazgos incluyen también vasijas de cerámica y guijarros. Aunque no es habitual, en algunos se han encontrado huesos de animales y cenizas que indican la realización de sacrificios de animales en estos lugares.
El Museo Arqueológico de Heraclión y el Museo Arqueológico de Agios Nikolaos conservan muchos de estos hallazgos. En una vasija hallada en Zakro que se conservan en el museo de Heraclión se halla una representación de uno de estos santuarios.